# Poręby Dymarskie
Poręby Dymarskie est une localité polonaise de la gmina de Cmolas, située dans le powiat de Kolbuszowa en voïvodie des Basses-Carpates.